# Yekta Kurtuluş
Yekta Kurtuluş (Smirne, 11 dicembre 1985) è un calciatore turco, centrocampista svincolato.

## Palmarès

### Club

#### Competizioni nazionali
- Campionato turco: 2

Galatasaray: 2011-2012, 2012-2013
- Supercoppa di Turchia: 2

Galatasaray: 2012, 2013
- Coppa di Turchia: 1

Galatasaray: 2013-2014